# Ratchet & Clank 2
Ratchet & Clank 2 (of Ratchet & Clank: Going Commando in de VS of Ratchet & Clank 2: Locked and Loaded in het VK, Australië en Nieuw-Zeeland) is een driedimensionaal avonturenspel voor de PlayStation 2. Het werd ontwikkeld door Insomniac Games en uitgebracht door Sony in 2003. Het is het tweede spel in de serie van Ratchet & Clank.
Net als de voorganger, Ratchet & Clank, werd Ratchet & Clank 2 goed beoordeeld en kreeg een hoge score bij de Game Rankings.

## Over het spel
Net als in Ratchet & Clank, gaat speelt de speler in derde persoon. De speler heeft een aantal wapens om vijanden te verslaan en gebieden te verkennen. Nieuw in Ratchet & Clank 2 zijn de hover bike races, ruimteschip missies en er zijn twee arena's, waar de speler verschillende uitdagingen kan aangaan, om zo bouten (geld) te verzamelen, waarmee de speler dan weer een boel verschillende wapens en pakken kan kopen.
Het wapensysteem in Ratchet & Clank 2 is heel anders dan in zijn voorganger, de wapens kunnen nu namelijk worden geüpgraded. Elk wapen heeft een 'ervarings'balk (experience bar) die voller wordt als het wapen wordt gebruikt om vijanden mee te doden. Als de balk vol is, wordt het wapen sterker. Ieder wapen kan maar één keer sterker worden, de 'ervarings'balk kan dan niet meer worden gevuld. Het spel bevat een groot assortiment aan wapens, waaronder de omni-wrench (moersleutel) uit Ratchet & Clank, een lava-pistool, een raket-lanceerder, blasters en de Sheepinator, waardoor vijanden worden veranderd in schapen.
Ook Ratchet zelf heeft een 'ervarings'balk, waardoor hij meer levens krijgt als hij vijanden verslaat. Ratchet kan ook speciale Nanotech upgrade items pakken, om meer levens te krijgen.
Het is in het spel ook mogelijk om wapens uit Ratchet & Clank te krijgen, mits er een savegame op de Memorystick van de PlayStation staat.

## Verhaal

### Personages
De belangrijke personages uit Ratchet & Clank komen ook terug in Ratchet & Clank 2. Ratchet's personaliteit is veranderd, omdat er over zijn personaliteit in Ratchet & Clank veel was opgemerkt. Clank heeft meer mogelijkheden dan in Ratchet & Clank. Er zitten ook wat nieuwe personages in Ratchet & Clank 2, zoals Angela Cross en Abercrombie Fizzwidget.

### Verhaal
Na het verslaan van Drek in het vorige spel, worden Ratchet en Clank beroemdheden. Het wordt uiteindelijk wat minder druk voor ze en na een interview met het programma Behind the Hero, worden Ratchet en Clank plotseling geteleporteerd naar het Bogon Galaxy, door Abercrombie Fizzwidget, de oprichter en leider van Megacorp (gelijk aan Gadgetron in Ratchet & Clank. Fizzwidget vraagt de twee om te helpen bij het vinden van de dief van een biologisch experiment, de Protopet.
Ratchet vliegt naar een vliegend lab in Aranos en zoekt voor de Protopet. Uiteindelijk vindt hij de Protopet in een kooi. De dief laat zichzelf zien, maar rent weg voor Ratchet. Ratchet gaat terug naar zijn eigen schip en neemt contact op met Fizzwidget.
Ratchet krijgt coördinaten van Fizzwidget en hij achtervolgt de dief over een aantal planeten. Uiteindelijk staat Ratchet tegenover de dief op de bevroren planeet Siberius. Hij verslaat de dief en neemt het experiment naar Mr. Fizzwidget. Later, nadat Mr. Fizzwidget Ratchet en Clank "per ongeluk" uit hun schip schiet, ontmoeten ze de dief, die het experiment terug eist. Het masker van de dief valt van zijn gezicht en het blijkt dat ze (!) een vrouwelijke Lombax is .Angela Cross, zo heet ze, en ze vertelt aan Ratchet en Clank dat het experiment erg gevaarlijk is.
Op planeet Dobbo, komen Ratchet en Clank erachter dat het echt waar is, het blijkt namelijk dat het experiment een gevaarlijke jager is. Ze proberen de Protopet te stelen van Fizzwidget, maar het is tevergeefs. Op planeet Boldan, worden Ratchet en Clank opgepakt omdat ze Mr. Fizzwidget "uit de weg wilden ruimen". Ze worden in een gevangenis gestopt. Ze ontsnappen en redden Angela, die gevangen is genomen door de Thugs 4 Less, een dievenbende. Uiteindelijk komen ze met z'n drieën bij het hoofdkwartier van Megacorp ze confronteren Abercrombie Fizzwidget die eigenlijk captain qwark blijkt te zijn 
qwark raakt een van de protopets met een straal hierdoor veranderdt hij in een bloedorstige mega protopet kan ratchet het beest verslaan en het heelal redden?

## Trivia
- De naam Abercrombie Fizzwidget's is een parodie op Abercrombie & Fitch.
- In het spel zitten drie posters van Jak and Daxter (een ander spel voor de PS2). De eerste is in het appartement van Clank en de tweede en derde bij de uitgang van de bank op planeet Damosel.